# Quantico (seriál)
Quantico je americký televizní seriál vysílaný stanicí ABC od 27. září 2015. Tvůrcem seriálu je Joshua Safran. Seriál sleduje Alex Parrish (Priyanka Chopra), která je podezřelá ze spáchání teroristického útoku. Ve flashbacích vypráví příběh svůj a jejích kolegů z FBI akademie ve Quanticu. Stanice ABC objednala celou sérii 13. října 2015. 3. března 2016 stanice objednala další sérii, jejíž premiérová epizoda se vysílala 25. září 2016. Třetí řada měla premiéru dne 26. dubna 2018. Tvůrce Joshu Safran byl nahrazen Michaelem Seitzmanem. Stanice oznámila zrušení seriálu v květnu roku 2018.

## Děj

### 1.série
Seriál sleduje skupinu mladých rekrutů FBI: každý má svůj specifický důvod, kvůli kterému se připojil. Flashbacky vypráví o jejích předchozích životech a o jejich žití na FBI akademii v Quanticu ve Virginii. Seriál nás vezme do budoucnosti, kdy jeden z rekrutů bude podezřen ze spáchání nejhoršího teroristického útoku v New Yorku od útoku z 11. září 2001.

### 2. série
I přesto, že Alex očistila své jméno, zachránila miliony životů a přišla na to, kdo stojí za útokem na Grand Central je vyhozena z FBI. Šest měsíců od finálové epizody první série Alex pracuje v kanceláři CIA, zatímco bydlí se Shelby a chodí s Ryanem. Po dlouhém čekání se Alex dostává na Farmu, CIA tajné výcvikové centrum, kde zjišťuje, že Ryan pracuje pro FBI. V budoucnosti, prezident Spojených států amerických, první dáma a další skupina světových vůdců, jsou drženi jako rukojmí teroristické skupiny, které vyhrožuje, že zabije každého člověka, pokud nebudou plnit jejich požadavky

## Obsazení

### Hlavní role
- Priyanka Chopra jako Alex Parrish
- Josh Hopkins jako Liam O'Conner
- Jake McLaughlin jako Ryan Booth
- Aunjanue Ellis jako Miranda Shaw
- Yasmine Al Massri jako Nimah a Raina Amin
- Johanna Braddy jako Shelby Wyatt
- Tate Ellington jako Simon Asher
- Graham Rogers jako Caleb Haas
- Anabelle Acosta jako Natalie Vazquez
- Russel Tovey jako Harry Doyle
- Pearl Thusi jako Dayana Mampasi
- Blair Underwood jako Owen Hall
- Marlee Matlinová jako Jocelyn Turner
- Alan Powell jako Mike McQuigg

### Vedlejší role
- Rick Cosnett jako Elias Harper
- Mark Pellegrino jako FBI ředitel Clayton
- Anna Khaja jako Sita Parrish
- Jacob Artist jako Brandon Fletcher
- Marcia Crossová jako Senátorka Claire Haas
- Tracy Ifeachor jako Lydia Bates
- Henry Czerny jako Matthew Keyes
- Aarón Díaz jako León Valez (2. řada)
- David Lim jako Sebastian Chen (2. řada)
- Hunter Parrish jako Clayton Haas Jr. (2. řada)
- Krysta Rodriguez jako Maxine Griffin (2. řada)
- Dennis Boutsikaris jako Henry Roarke

## Seznam dílů
| Řada | Díly | Premiéra v USA | Premiéra v USA  |
| Řada | Díly | První díl      | Poslední díl    |
| ---- | ---- | -------------- | --------------- |
| 1    | 22   | 27. září 2015  | 15. května 2016 |
| 2    | 22   | 25. září 2016  | 15. května 2017 |
| 3    | 13   | 26. dubna 2018 | 3. srpna 2018   |

## Produkce

### Vývoj
17. září 2014 stanice ABC oznámila, že odkoupila originální koncept drama seriálu, vytvořeného Joshuou Safranem, popisován jako Chirurgové potkávají Ve jménu vlasti. ABC objednala pilotní epizodu 23. ledna 2015 pro svoji sezónu 2015-16. Epizoda byla natáčena v Atlantě a režírována Marcem Mundenem. 7. května 2015 vybrala seriál do svého programu a objednala 13. epizodu. 13. října 2015 doobjednala 6 epizod. 3. března 2016 stanice objednala druhou sérii, jejíž premiérová epizoda se vysílala 25. září 2016. Třetí řada bude mít premiéru dne 26. dubna 2018. Tvůrce Joshu Safran byl nahrazen Michaelem Seitzmanem. Stanice oznámila zrušení seriálu po odvysílání třetí řady dne 11. května 2018.

### Obsazení
Obsazování začalo v únoru 2015. Tate Ellington byl obsazen jako první do role trenéra na FBI akademii. Následovalo obsazení role Mirandy Shaw, kterou získala Aunjanue Ellis. 25. února Priyanka Chopra získala hlavní ženskou roli Alex Parrish. Dále byli obsazeni Jake Mclaughlin, Johanna Braddy a Yasmine Al Massri.
Poté, co ABC vybrala seriál do svého programu, nastaly změny v obsazení. 19. května 2015 bylo oznámeno, že Dougray Scott, který měl hrát agenta Liama O'Connora odešel ze seriálu a v jeho roli ho tedy nahradil Josh Hopkins. V červenci byla obsazena Anabelle Acosta. Rick Cosnett se k seriálu připojil jako Mirandy analysta. 11. září 2015 byl Jacob Artist obsazen do role přátelské a sebevědomého agenta FBI. Marcia Crossová byla obsazena do role Senátorky Claire Haas, Calebovo matky a ženy Claytona Haase.
Do druhé série přibylo pár hlavních postav, včetně Russellla Toveye jako Harryho Doyleho, Blaira Underwooda jako Owena Halla, Pearl Thusi jako Dayana Mampasi a Aarón Díaz v roli Leóna Valéze. Henry Czerny se připojil k obsazení poté co se objevil v poslední epizodě první série.
Ve třetí řadě se objeví v hlavní roli bývalé agentky FBI Jocelyn Turner herečka Marlee Matlinová a v roli Mika McQuigga Alan Powell. Ve vedlejší roli Celine Fox se objeví Amber Skye Noyes a v roli Jagdeepa Patela se objeví Vandit Bhatt. Dne 16. února 2018 bylo oznámeno, že herečka Aunjanue Ellis opustila seriál.

### Natáčení
Pilotní díl se natáčel v Atlantě, seriál se začal natáčet v Montréalu a Sherbrooku. Druhá řada se také natáčela v New Yorku. Natáčení třetí řady bylo zahájeno dne 10. října 2017 a bylo ukončeno dne 21. dubna 2018. 